# Ingrid Werner
Ingrid Werner (* 30. November 1935 in Forst, Lausitz; † 10. März 2022 in Dannenberg/Elbe) ist eine deutsche Jazz- und Schlagersängerin (teilweise auch unter dem Namen Nina Westen).

## Leben und Wirken
Werner, deren Mutter Violinistin und deren Schwester ebenfalls Sängerin war, wuchs in Heidelberg auf, wo sie Tanz- und Schauspielunterricht nahm, aber auch als Sängerin z. B. in amerikanischen Soldaten-Clubs auftrat. Mit Jazzbands trat sie in Deutschland und Frankreich auf. 1956 holte Johannes Rediske sie als Sängerin in sein Quintett nach Berlin. Im Jahr darauf nahm sie mit ihm die Titel „I Only Have Eyes For You“, „Lover, Come Back to Me“ und „Moonlight in Vermont“ auf. 1958 erhielt sie einen Filmvertrag und trat in einigen Ufa-Filmen als Sängerin auf. Dann war sie auch mit dem Berliner Kabarett Die Stachelschweine in dem Film Flucht nach Berlin (1960), zu dem sie auch die Filmmusik von Peter Thomas sang, für die er das Goldene Filmband für die beste Filmmusik erhielt, und kurzzeitig als Fernsehansagerin beim SFB tätig.
Ihre Stimme wurde von der Zeitschrift Star-Revue als „rau, sexy und an den Vorbildern des amerikanischen Jazz geschult“ bewertet. Sie wechselte 1958 ins Schlagerlager, beteiligte sich an der Schlagerparade und trat (als Nina Westen) häufig in der Fernseh-Showreihe Haifischbar auf. Als Nina Westen trat sie in der großen Silvestershow 1961/62  des NDR auf. 1970 heiratete sie den Fernsehregisseur Günther Würtz und beendete die Karriere als Sängerin.

## Diskographische Hinweise
- Das Rediske-Quintett Jazztime Berlin
- Seit 24 Stunden / Warum willst du nichts von mir wissen
- Karussell-Twist (Küsse auf dem Karussell) / Honky-Tonky-Melodie
- Max, mach‘ mit mir, was du willst / Ja, ja, so ist die Liebe

## Filmografie
- 1960: Schlagerparade 1960
- 1966: Cliff Dexter Fernsehserie (Folge 1: Fahrerflucht nach Mitternacht)